# Choristocarpaceae
Famille
Les Choristocarpaceae sont une famille d’algues brunes de l’ordre des Discosporangiales. 

## Étymologie
Le nom vient du genre type Choristocarpus, de chori / choris, séparément, et carp, « fruit ; partie fertile », sans doute en référence au cycle de reproduction, alternant des sporanges et des gamétanges.

## Liste des genres et espèces
Selon AlgaeBase (21 août 2017) et World Register of Marine Species (21 novembre 2024) :
- Choristocarpus Zanardini, 1860

Selon NCBI (21 août 2017) :
- Choristocarpus
- Onslowia
- Verosphacella